# Nymphon heterodenticulatum
Nymphon heterodenticulatum är en havsspindelart som beskrevs av Hedgpeth, J.W. 1941. Nymphon heterodenticulatum ingår i släktet Nymphon och familjen Nymphonidae. Inga underarter finns listade i Catalogue of Life.